# Marosszentgyörgy község
Marosszentgyörgy község (románul: Comuna Sângeorgiu de Mureș) község Maros megyében, Romániában. Központja Marosszentgyörgy, beosztott falvai Csejd, Tófalva.

## Népessége
A 2011-es népszámlálás adatai alapján a község népessége 9304 fő volt.
| · Marosszentgyörgy község nemzetiségi összetétele 2021-ben Magyar (42,19%) Román (33,61%) Cigány (1,85%) Ismeretlen (22,04%) Egyéb (0,31%) | · Marosszentgyörgy község felekezeti összetétele 2021-ben Ortodox (30,76%) Református (23,04%) Római katolikus (15,80%) Jehova tanúi (1,63%) Unitárius (1,62%) Görög katolikus (1,10%) Ismeretlen (23,27%) Egyéb (2,78%) |